# 新加坡唱片業協會
新加坡唱片業協會（英語：Recording Industry Association (Singapore)）是於1976年建立的新加坡非營利音樂協會，其前身是新加坡唱片录影工业协会（英語：Singapore Phonogram Videogram Association）。新加坡唱片業協會身為新加坡唱片業的代表機構，負責製作官方音樂排行榜和頒發唱片銷售認證。

## 唱片認證
新加坡唱片業協會在1994年6月前的專輯認證標準為金10,000、白金20,000。1994年7月至2007年10月的專輯認證標準為金7,500、白金15,000。2007年10月至2009年12月的專輯認證標準為金6,000、白金12,000。
2009年12月後的專輯認證標準為金5,000、白金10,000。2019年新增單曲認證，其標準和專輯認證相同，而專輯認證從原本根據銷售量認證增加根據市場價值的認證方式，每價值10美元可折合1張專輯銷量。

## 外部連結
- 官方网站